# Scuderia Filipinetti

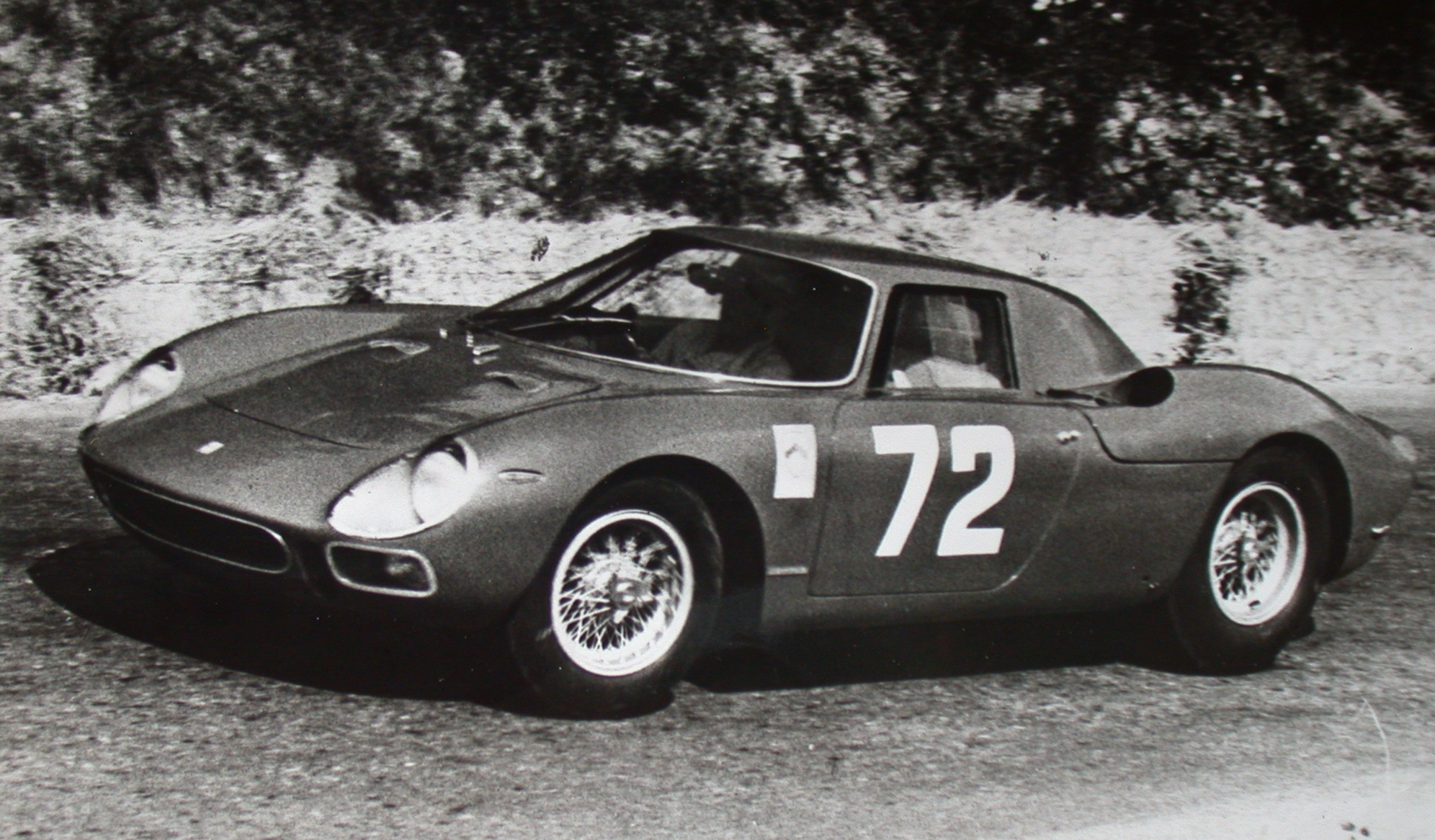
Scarfiotti su Ferrari 250 LM della Scuderia Filipinetti vittorioso al Grande Gran Premio Svizzero di Montagna 1964

La Scuderia Filipinetti è stata una scuderia svizzera operante nel campo delle competizioni automobilistiche, fondata da Georges Filipinetti (1907-1973).

## Descrizione e storia

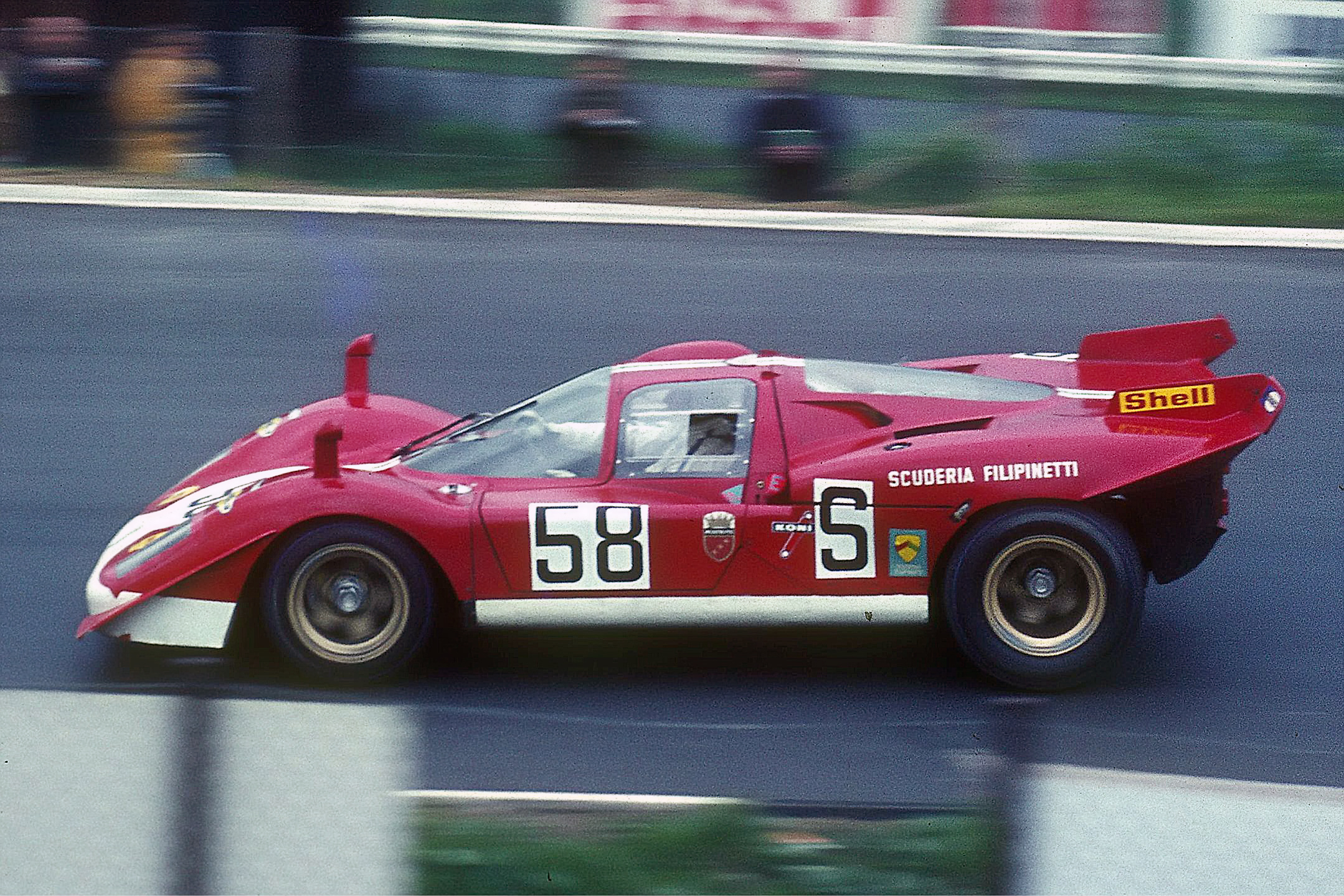
Mike Parkes alla guida si una Ferrari 512 della Scuderia Filipinetti nel 1970

La scuderia, che operò principalmente in Formula 1, nel campionato sport prototipi e la 24 ore di Le Mans tra il 1962 e il 1973, impiegò inizialmente il pilota svizzero Jo Siffert, ma successivamente ingaggiò molti altri piloti tra cui Jim Clark, Phil Hill e Ronnie Peterson. Filipinetti inizialmente chiamò la scuderia Ecurie Nationale Suisse, ma in seguito ne cambiò il nome dopo le diffide dell'Automobile Club de Suisse.
Il team impiegava le sue vetture con una livrea rossa e bianca e utilizzava principalmente auto Ferrari, sebbene usasse anche auto di altri costruttori come FIAT e Chevrolet. 
Con una Chevrolet Corvette L88, il team nel 1968 debuttò per la prima volta a Le Mans; la vettura venne utilizzata consecutivamente per le successive cinque edizioni fino al 1973.
Durante la sua attività, la scuderia ottenne due vittorie: una nel 1964 al Grande Gran Premio Svizzero di Montagna con una Ferrari 250 LM di Ludovico Scarfiotti e l'altra nel 1966 alla Targa Florio con una Porsche 906 alla guida Willy Mairesse e Herbert Mueller.